# Ford Sterling

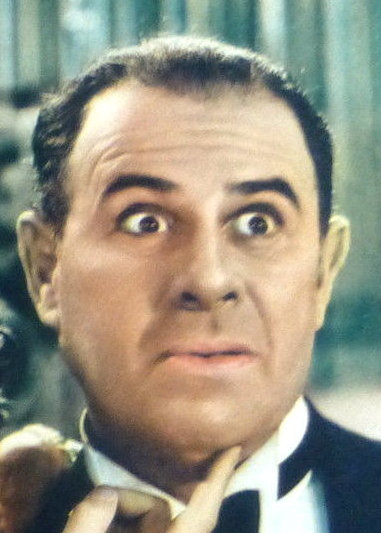
Ford Sterling (1927)

Ford Sterling (gebürtig: George Ford Stich; * 3. November 1883 in La Crosse, Wisconsin; † 13. Oktober 1939 in Los Angeles, Kalifornien) war ein US-amerikanischer Film- und Theaterschauspieler, Komiker, Filmregisseur und Produzent. Er stand in knapp 300 Filmen vor der Kamera, zumeist Kurzfilmen, davon allein im Jahr 1913 mehr als 80 Stück.

## Leben
Ford Sterling lief bereits in jungen Jahren von zu Hause fort und schloss sich dem Big Top-Zirkus des Artisten und Zirkusdirektors John Robinson an. Unter dem Namen Keno, the Boy Clown wurde er bald auf den Tourneen des Zirkus bekannt. Als junger Mann begann Sterling als Mitglied verschiedener Truppen Theater zu spielen und überzeugte unter anderem in Onkel Toms Hütte von Harriet Beecher Stowe, aber auch in Shakespeares Drama Julius Caesar. In drei Stücken stand er zwischen 1905 und 1907 auch am Broadway auf der Bühne.
Um 1911 wurde Sterling vom Biograph-Regisseur Mack Sennett entdeckt, der den Schauspieler im selben Jahr für den Kurzfilm Dutch Gold Mine erstmals verpflichtete. Ende 1912 wurde Sterling neben Mabel Normand, Fred Mace und Sennett selbst einer der ersten Stars von dessen neugegründeter Keystone. Hier war Sterling häufig und am effektivsten in Schurkenrollen besetzt, exemplarisch in Barney Oldfield's Race for a Life, mit typisch sardonischem Gezupfe am Knebelbart. Er reüssierte zudem als Chef der Keystone Kops, einer Gruppe wechselnder Komiker in den Rollen tollpatschiger und lustiger Polizisten. Unter all seinen Filmfiguren prägte sich Sterling vor allem als dutch character ein (was damals in den USA gleichbedeutend mit Deutsch war), inklusive Zylinder, Gehrock, Drahtgestellbrille und Spitzbart. 
Sterlings grimassierender Mimik in den Komödien, die aus heutiger Sicht eher überzogen und aufdringlich wirkt, stand eine außergewöhnliche Körperbeherrschung gegenüber; es sind vor allem seine unverwechselbaren, grotesken Bewegungen und Gebärden, die noch heute erheitern. Sterling gilt als Begründer des kurzen Luftsprungs, von dem vor allem in den Komödien der 1910er Jahre ausgiebig Gebrauch gemacht wurde, wenn ein Akteur zur Verfolgung eines anderen ansetzte. Zu den originelleren Ideen des Komikers gehörte zudem die Eigenart, seinen Opponenten unvermittelt auf die Schulter zu springen und ins Ohr zu beißen, ein Gag, der mitunter ebenfalls von anderen Keystone-Komikern aufgegriffen wurde.  
Ab 1913 übertrumpfte Sterling den Vitagraph-Komiker John Bunny in der Zuschauergunst und war so für etwa ein Jahr, bis zum Erscheinen Charlie Chaplins auf den Leinwänden, der populärste männliche Komiker der USA überhaupt. Anfang 1914 war er kurz nach Mabel Normand zudem der erste Keystone-Star, der bei seinen Filmen selbst Regie führen durfte, eine Aufgabe, der er sich allerdings eher selten stellte. Noch im selben Jahr verließ er mit Regisseur Henry Lehrman die Keystone, um sich mit seiner Sterling Film Company selbständig zu machen. Bereits Anfang 1915 kehrte er reumütig zu Sennett zurück, bei dem er bis 1920 blieb. Später schaffte er den Sprung zum Tonfilm problemlos, ohne jedoch jemals an seinen Starstatus früherer Jahre anknüpfen zu können.
Privat zählte Sterling zu den wohlhabendsten Männern seiner Zeit. Man bezeichnete ihn oft als den „bestgekleideten Mann Hollywoods“. Um Kleidung zu kaufen, waren ihm selbst Reisen nach England und Frankreich nicht zu weit. In Nizza war Sterling Besitzer einer Villa. Auch züchtete er in seiner Freizeit Schäferhunde und Perserkatzen. Im Jahr 1914 sorgte der damals 31-jährige Sterling für Aufsehen, als er die erst 16 Jahre alte Schauspielerin Teddy Sampson heiratete. Die beiden waren bis zu Sterlings Tod im Jahr 1939 verheiratet, die Ehe blieb kinderlos.
Ford Sterling, der lange Zeit an Diabetes mellitus litt, starb im Alter von 55 Jahren an einem Herzinfarkt. Ihm zu Ehren gibt es heute einen Stern am Hollywood Walk of Fame.

## Filmografie (Auswahl)
- 1912: Tragedy of the Dress Suit
- 1912: An Interrupted Elopement
- 1912: The Water Nymph
- 1912: A Grocery Clerk’s Romance
- 1913: A Strong Revenge
- 1913: On His Wedding Day
- 1913: A Life in the Balance
- 1913: A Fishy Affair
- 1913: Barney Oldfield’s Race for a Life
- 1913: Mabel’s Dramatic Career
- 1913: The Speed Kings
- 1913: A Muddy Romance
- 1913: Cohen Saves the Flag
- 1914: Between Showers
- 1914: A Film Johnnie
- 1914: Tango Tangle
- 1915: That Little Band of Gold
- 1915: Court House Crooks
- 1915: Dirty Work in a Laundry
- 1917: Her Torpedoed Love
- 1919: Yankee Doodle in Berlin (als Kaiser Wilhelm II.)
- 1919: Hearts and Flowers
- 1923: Das goldene Land (The Spoilers)
- 1924: Der Mann, der die Ohrfeigen bekam (He Who Gets Slapped)
- 1924: Ihr Junge (So Big)
- 1925: Stage Struck
- 1926: Die schönste Frau der Staaten (The American Venus)
- 1926: Die Königin der Riviera (Good and Naughty)
- 1926: The Show Off
- 1928: Riff und Raff als Frauenhelden (Wife Savers)
- 1929: Cilly (Sally)
- 1931: Stout Hearts and Willing Hands
- 1933: Alice im Wunderland (Alice in Wonderland)
- 1935: Keystone Hotel